# تیمبارک
تیمبارک (به لاتین: Tymbark) یک منطقهٔ مسکونی در لهستان است که در Gmina Tymbark واقع شده‌است.

## خصوصیات
تیمبارک ۲٬۷۰۰ نفر جمعیت دارد و ۴۲۷ متر بالاتر از سطح دریا واقع شده‌است.